# Iota2 Scorpii
Pour les articles homonymes, voir Iota Scorpii.
Désignations
Iota2 Scorpii (ι2 Scorpii / ι2 Sco), est une étoile supergéante de la constellation zodiacale du Scorpion, qui fait partie de la queue de l'animal. Elle est visible à l'œil nu avec une magnitude apparente de 4,82.

## Environnement stellaire
Iota2 Scorpii est une étoile lointaine. Elle présente une parallaxe de 0,81 ± 0.13 mas telle que mesurée par le satellite Gaia, ce qui permet d'en déduire une distance d'environ ∼ 4 000 a.l. (∼ 1 230 pc), avec une incertitude assez importante. Dans la seconde réduction des données du satellite Hipparcos, sa parallaxe était de 1,28 ± 0,24 mas, ce qui la plaçait à une distance moins lointaine d'environ ∼ 2 500 a.l. (∼ 766 pc).
Iota2 Scorpii possède un compagnon visuel, qui est une étoile de onzième magnitude localisée à une distance angulaire de 31,6 secondes d'arc et à un angle de position de 36° en date de 2000. Il s'agit d'un compagnon purement optique, qui n'est pas physiquement associé à l'étoile.

## Propriétés
Dans la littérature, il a été attribué à Iota2 Scorpii deux types spectraux légèrement différents, A2 Ib et A6 Ib. Dans les deux cas cela correspond au type spectral d'une étoile supergéante blanche, dont l'âge est estimé à 30 millions d'années. L'étoile est 8,8 fois plus massive que le Soleil et sa luminosité est environ 5 800 fois supérieure à la luminosité solaire. Sa température de surface est de 6 372 K. Tout comme c'est le cas de nombreuses autres supergéantes de type A, la luminosité de ι2 Scorpii apparaît légèrement variable, avec une amplitude de 0,05 magnitude.